# Jana Bode
Jana Bode, född 1 mars 1969 i Rochlitz, är en inte längre aktiv tysk rodelåkare.
Bode började träna vid den östtyska idrottsföreningen i Oberhof. Hon vann 1987 vid europamästerskapen för juniorer. Året 1989 flyttade hon redan före murens fall till Västtyskland. Under de följande åren blev Bode flera gånger tysk mästare. Sin största framgång hade hon 1996 när hon blev världsmästare och europamästare i singeltävlingen. Till hennes meriter räknas även flera silver- och bronsmedaljer under världsmästerskapen och europamästerskapen. Bode missade kvalifikationen till de olympiska vinterspelen 1998 och avslutade idrottskarriären.
Säsongen 1995/1996 vann hon även Världscupen i rodel.